# Comblot
Comblot település Franciaországban, Orne megyében. Lakosainak száma 61 fő (2022. január 1.). Comblot Courgeon, Mauves-sur-Huisne, Le Pin-la-Garenne és Réveillon községekkel határos.

## Népesség
A település népességének változása:
| Lakosok száma | 69   | 65   | 64   | 63   | 63   | 64   | 64   | 61   |
|               | 2013 | 2015 | 2017 | 2018 | 2019 | 2020 | 2021 | 2022 |